# توکوریمه پاماتوجاری
توکوریمه پاماتوجاری (به انگلیسی: Tocorimé Pamatojari) یک کشتی است.